# Cricotopus pentazonus
Cricotopus pentazonus är en tvåvingeart som först beskrevs av Jean-Jacques Kieffer 1911.  Cricotopus pentazonus ingår i släktet Cricotopus och familjen fjädermyggor.
Artens utbredningsområde är Nepal. Inga underarter finns listade i Catalogue of Life.